# El décimo don
El décimo don es una novela de ficción, de la escritora inglesa Jane Johnson, ambientada en la actualidad y que cuenta una historia en la que a través de una investigación del Vaticano se pretende descifrar el misterio de los robos en todo el mundo de fragmentos de la Vera Cruz. 
Salió a la venta en el año 2001 y según la Editorial Planeta, se han vendido más de 1.250.000 ejemplares.

## Argumento
Durante quince años, Julia ha mantenido una aventura con el marido de su mejor amiga. Ahora, este ha decidido romper definitivamente con ella y, como despedida, le regala un manual de bordados del siglo XVII que perteneció a una mujer llamada Catherine Anne Tregenna. Este libro cambiará su vida para siempre.
Julia descubre que Catherine utilizó el manual como diario y, sin darse cuenta, se sumerge por completo en su lectura. Catherine relata cómo fue secuestrada de una iglesia en Cornualles por unos piratas y vendida como esclava en Marruecos. Cautivada por este hallazgo, Julia decide viajar al norte de África para determinar la autenticidad del libro y descubrir más cosas de la historia de Catherine. A medida que Julia vaya tirando del hilo, las vidas de ambas mujeres se verán misteriosamente interrelacionadas, mucho más allá de su compartida afición por el bordado.